# U-761
Unterseeboot 761 foi um submarino alemão do Tipo VIIC, pertencente a Kriegsmarine que atuou durante a Segunda Guerra Mundial.

## Comandantes
| Comandante         | Data                                            |
| ------------------ | ----------------------------------------------- |
| Oblt. Horst Geider | 3 de dezembro de 1942 - 24 de fevereiro de 1944 |

## Subordinação
Durante o seu tempo de serviço, esteve subordinado às seguintes flotilhas:
| Período                                       | Flotilha                                  |
| --------------------------------------------- | ----------------------------------------- |
| 3 de dezembro de 1942 - 31 de julho de 1943   | 8. Unterseebootsflottille (treinamento)   |
| 1 de agosto de 1943 - 24 de fevereiro de 1944 | 9. Unterseebootsflottille (serviço ativo) |

## Operações conjuntas de ataque
O U-761 participou das seguinte operações de ataque combinado durante a sua carreira:
- Rudeltaktik Coronel (4 de dezembro de 1943 - 8 de dezembro de 1943)
- Rudeltaktik Coronel 1 (8 de dezembro de 1943 - 14 de dezembro de 1943)
- Rudeltaktik Coronel 2 (14 de dezembro de 1943 - 16 de dezembro de 1943)